# 에른스트 트뢸치

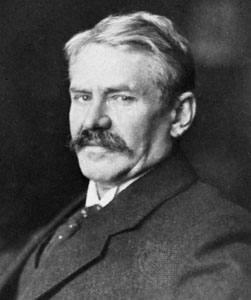
에른스트 트뢸치

에른스트 트뢸치(Ernst Troeltsch, 1865년 2월 17일 ~ 1923년 2월 1일)는 독일의 자유주의 신학자, 철학자, 그리고 사회학자이다. 아우구스부르크에서 태어났으며, 1894년 하이델베르크 대학교 신학 교수, 1915년 베를린 대학교 교수를 지냈다. 트뢸치의 학문 영역은 다채로워 신학, 종교학, 윤리학, 역사철학, 문화사, 정신사, 종교사회학 등에 관한 방대한 저서가 있다. 그의 학문적 관심은 크게 둘로 나눌 수 있다. 첫째는 현대의 문화적·종교적 전체상황을 인식하기 위해 근대세계 형성의 여러 원인을 찾고, 또 그리스도교와 일반문화 상황과의 역사적 관련을 결정하기 위해 고대까지 고찰을 소급시켰다. 둘째는 역사적 사실에 대해서 영원히 절대적 가치와 일시적 가치를 구별하는 초역사적 가치를 추구하여 역사의 흐름에 방향과 규범을 주려고 하는 이상주의적·실천적 입장이다. 알버트 리츨과 막스 베버에 의존하여 자신의 종교사학 이론을 체계화하였다.

## 생애
의사의 아들로 태어났으며, 칸트, 피히테, 슐라이에르마허에 대해 열심히 연구하였고 신앙과 지식간의 화해에 대해 관심이 많았다.

## 기독교에 대한 관점
트뢸치는 하나님의 계시가 모든 종교에 동일하게 적용됨을 강조하였다. 즉, 기독교의 계시의 독점성을 부인한 것이다. 이것은 기독교가 다른 종교보다 절대적이다는 생각을 부인하는 결과를 낳았고, 기독교는 상대적으로 우월성과 규범성은 인정하였다. 이러한 그의 태도가 타종교에 대하여도 관용을 베풀어야 한다는 결론을 가져오면서 자유주의신학의 정체성을 가져오게 하였다. 이런 그의 관점은 정통주의 기독교로부터 그리스도 없는 기독교라는 평을 받았다. 하지만 종교다원주의자들에게는 환영을 받았다.

## 자유주의 신학의 완성
슐라이에르마허와 알버트 리츨에 이어 트뢸치는 자유주의 신학의 완성을 이루었다. 그의 종교사학적인 접근방법은 성경의 본문을 떠나, 역사적 연구만을 보는 단편적인 연구라는 평가를 받았다.

## 참고 문헌
- 이 문서에는 다음커뮤니케이션(현 카카오)에서 GFDL 또는 CC-SA 라이선스로 배포한 글로벌 세계대백과사전의 내용을 기초로 작성된 글이 포함되어 있습니다.